# John Turtle Wood

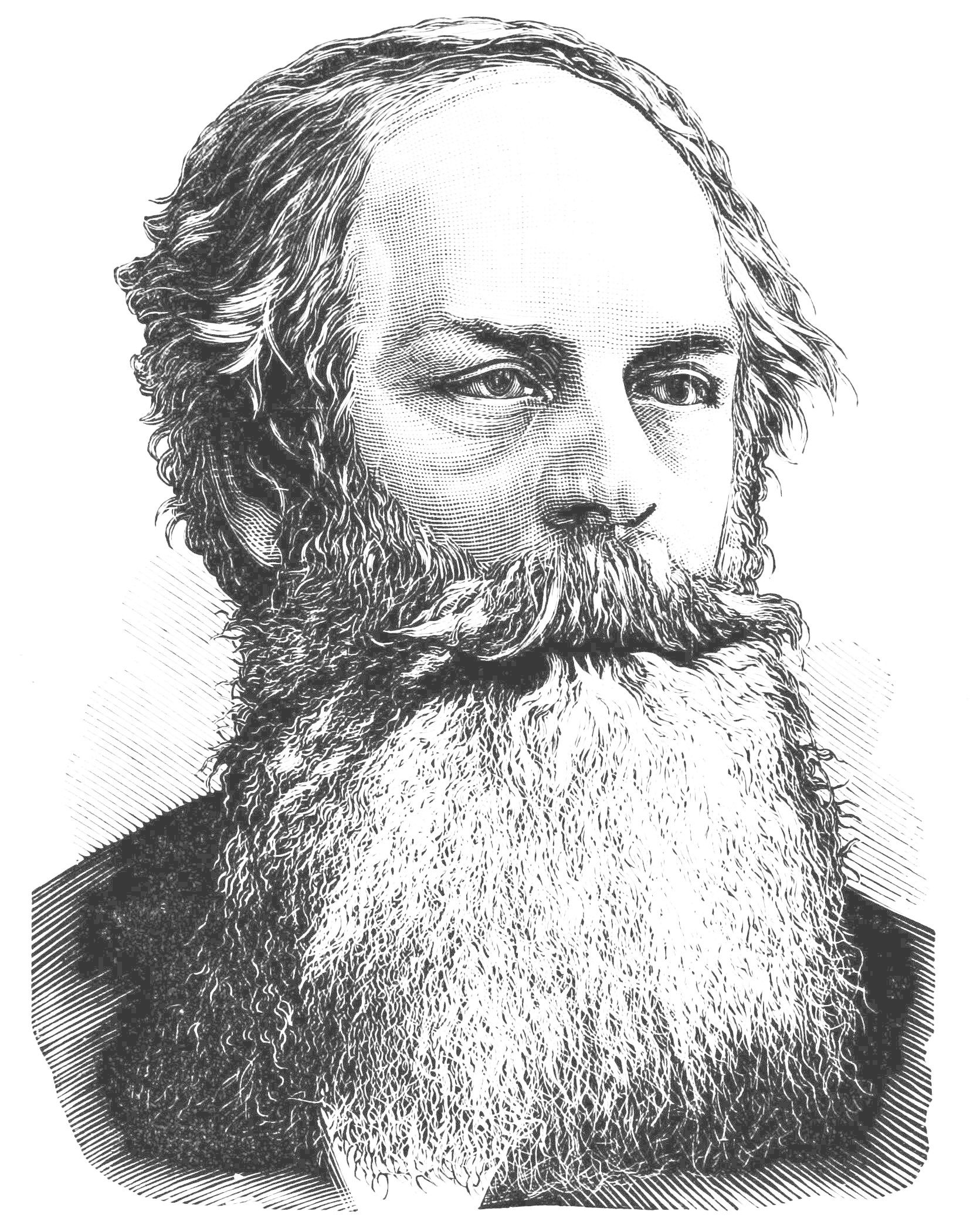
John Turtle Wood in 1875

John Turtle Wood (13 de fevereiro de 1821 - 25 de março de 1890) foi um arquiteto, engenheiro e arqueólogo inglês.

## Biografia
Wood nasceu em Hackney, Londres, filho de John Wood de Shropshire e sua esposa Elizabeth Wood, nascida Turtle. Ele foi educado na Rossall School, Fleetwood, e mais tarde estudou arquitetura, com professores particulares, em Cambridge e Veneza. Praticou arquitetura em Londres de 1853 a 1858. Em 1853, casou-se com sua prima, Henrietta Elizabeth Wood.
Em 1858, Wood recebeu uma comissão para projetar estações ferroviárias para a Ferrovia Esmirna e Aidin, na Turquia. Aqui ele se interessou pelos restos do templo de Ártemis (Artemision) em Éfeso, que havia desaparecido completamente de vista cerca de 500 anos antes. O Templo foi importante por causa de sua menção no Novo Testamento, quando Paulo de Tarso foi gritado pela multidão, gritando "Grande é Diana dos Efésios". (Atos 19:34)
Em 1863, ele renunciou à sua comissão e começou a busca. O Museu Britânico concedeu-lhe uma permissão e uma pequena mesada para despesas em troca dos direitos de propriedade em quaisquer antiguidades que ele pudesse descobrir em Éfeso. 
Em fevereiro de 1866, enquanto escavava no teatro de Éfeso, Wood encontrou uma inscrição grega, que mencionava várias estatuetas de ouro e prata, que, em ocasiões regulares, eram levadas do templo, através do portão da Magnesia, para o teatro. Ele raciocinou que, no portão da Magnesia, seria encontrada uma estrada pavimentada que levava ao templo. Em 1867, ele encontrou a estrada e, seguindo seu rastro, descobriu o muro do templo. Ele começou a escavar o local e, em 31 de dezembro de 1869, descobriu o templo enterrado sob 20 metros de areia.
O templo não passava de destroços, mas Wood conseguiu recuperar uma quantidade de esculturas destruídas e itens arquitetônicos para serem enviados ao Museu Britânico. Em 1874, sua saúde foi tão devastada quanto os escombros do local do templo. Ele havia suportado febre, bandidos, terremotos e ferimentos e suportado o calor do verão e invernos frios. Ele retornou a Londres e passou seus anos restantes dando palestras ocasionais para a Royal Institution e publicando Discoveries em Éfeso. Nas horas vagas, pintava a óleo e ocasionalmente expunha na Royal Academy.
Madeira foi apontado como o descobridor de Éfeso. Em 1874, foi eleito membro do Royal Institute of British Architects, e em 1875 membro da Society of Antiquaries. O governo britânico concedeu-lhe uma pensão de £ 200 por ano em reconhecimento às suas descobertas.
Wood morreu em 25 de março de 1890 aos 69 anos, em sua casa em 66 Marine Parade, Worthing, Sussex, e foi enterrado em Christ Church, Worthing in Worthing..

## Regências
1. 1 2 3 4 5 6  «John Turtle Wood | British Museum». www.britishmuseum.org
2. 1 2 3 4 5 6  Ervine, St John (1938). «John Turtle Wood, Discoverer of the Artemision 1869». Isis. 28 (2): 376–384  – via JSTOR
3. 1 2 3 4 5 6  «John Turtle Wood (1821–1890) | Art UK». artuk.org